# Acetaldehid
Acetaldehid (etanal) je organsko hemijsko jedinjenje sa formulom 3 . Pojedini izvori ga obeležavaju sa MeCHO (Me = metil). On je jedan od važnijih aldehida, koji je široko zastupljen u prirodi. On se industrijski proizvodi u velikim količinama. Acetaldehid se u prirodi javlja u kafi, hlebu i zrelom voću. Biljke ga proizvode kao deo normalnog metabolizma. On se takođe proizvodi putem oksidacije etilena i smatra se da je uzrok mamurluka nakon alkoholne konzumpcije. On je prisutan u vazduhu, vodi, zemljištu, kao i u piću i dimu.

## Produkcija
Globalna produkcija je bila milion tona 2003. Glavni proizvodni metod je oksidacija etilena:
Alternativno se može koristiti hidracija acetilena, katalizovana solima žive, čime se formira etenol, koji se tautomerizuje do acetaldehida. Ovaj industrijski put je ranije bio dominantan. Kad su potrebne manje količine, acetaldehid se može pripremiti putem dehidrogenacije ili parcijalne oksidacije u kombinaciji sa dehidrogenacijom. Acetaldehid se može formirati hidrogenacijom CO, mada taj metod nema industrijsku primenu.